# Bikketti
Bikketti es una ciudad y nagar Panchayat situada en el distrito de Nilgiris en el estado de Tamil Nadu (India). Su población es de 5864 habitantes (2011). Se encuentra a 9 km de Udhagamandalam y a 67 km de Coimbatore.

## Demografía
Según el censo de 2011 la población de Bikketti era de 5864 habitantes, de los cuales 2824 eran hombres y 3040 eran mujeres. Bikketti tiene una tasa media de alfabetización del 84,72%, superior a la media estatal del 80,09%: la alfabetización masculina es del 92,74%, y la alfabetización femenina del 77,34%.